# Kelet-gútai törzsközi konfliktus (2017. április–május)
A 2017. április–májusi kelet-gútai törzsközi konfliktus egy fegyveres összetűzés volt egyrészt a Tahrir al-Sham és az al-Rahman Légió, másrészt a Jaysh al-Islam felkelői csoportok között Damaszkusznak a felkelők kezén lévő részén.  Nyílt konfliktusra már pontosan egy évvel ezelőtt is volt példa a két csoport között, amit akkor tűzszünettel zártak le.

## Konfliktus
Április 28-án intenzív harcok hangja visszhangzott Kelet-Gúta több kerületéből is, mikor aJaysh al-Islam harcosai rátámadtak a Tahrir al-Sham (HTS) és a Rahman Légió seregeire. A Jaysh al-Islam szerint erre azért került sor, mert ezek a felkelői csoportok megakadályozták, hogy konvojaikkal erősítést küldjenek Ábúnba. Az SOHR aznapi jelentése szerint a törzsek között összesen 40 ember halt meg aznap. Köztük volt a HTS Arbinért felelős emírje is. Április 29-én Hazzeh területén álarcos fegyveresek rohanták le az egyik kórházat, melyet a NSF tartott fenn.  Ezután a szervezetnek fel kellett függesztenie a tevékenységét a környéken. Április 30-án a Jaysh al-Islam bejelentette, hogy teljes körű hadműveletet indítanak a HTS ellen. És figyelmeztette a Rahman Légió tagjait, nehogy támogassák a HTS-t. Aznap az SOHR szerint a harcokban meghalt emberek száma elérte a 95-öt. A HTS csapatai szövetséget kötöttek a Rahman Légió és az Ahrar al-Sham  csapataival, majd heves összecsapások után elfoglalták Jisrin és Hazzeh városokat. Aznap Arbin 3000 lakosa tüntetett a felkelők támadása ellen. A Jaysh al-Islam tüzet nyitottak a demonstrálókra, s egy gyermeket megöltek, további 14 tüntető pedig megsebesült.
Május első napján a Jaysh al-Islam bejutottak Zamalka városába, ahol heves harcokba keveredtek a Rahman Légió és a HTS seregeivel. Addig a napig a harcokban 120 ember halt meg. Május 3-án a Jaysh al-Islam harcosai visszafoglalták a Faylaq al-Rahman csoporttól Beit Sawa városát. Aznap a Szíriai Hadsereggel is megállapodásra jutottak, mely szerint 51 segélykonvojt engedtek be Douma területére, amiért cserébe  a Jaysh al-Islam szabadon enged több száz, túlnyomóan alavita szíriai polgárt, akiket a csoport az év folyamán ejtett túszul.
Május 4-én a HTS és a Rahman Légió Arbin nagy részét visszafoglalta a Jaysh al-Islam harcosaitól. Másnap a Jaysh al-Islam bejelentette, hogy abbahagyja a HTS elleni hadműveleteit.
Május 8-án a Jaysh al-Islam ismét hadat üzent a HTS-nek és a Rahman Légiónak, így a harcok ismét kiéleződtek. Szintén május 8-án a Dicsőség Dandárja ismét csatlakozott a Rahman Légióhoz, miután két nappal korábban feladta központját Hammouriyah területén.
Május 11-én a Rahman Légió megtámadta az Ahrar al-Sham központi épületét Arbinban, és 15 harcosát fogságba ejtette itt. Ezután összecsapások indultak. Aznap a Fajr al-Umma Dandár bejelentette, hogy csatlakozik a Ahrar al-Sham seregeihez. Két nappal később a Rahman Légió egyik tagja megtámadott egy orvosi központot Maliha területén, a bent lévő emberekre pedig tüzet nyitott. Egy egészségügyi dolgozót meglőtt. Május 15-én a Jaysh al-Islam harcosai megrohamozták a Tahrir al-Sham és a Faylaq al-Rahman bázisait Beit Sawa és Al-Asha'ari területén, ahol intenzív harcok alakultak ki. Aznap a Jaysh al-Islam szintén szerzett meg területeket a Faylaq al-Rahman rovására Hamouriyah külterületein, miközben mindkét oldalon sok áldozat esett el.
Május 30-án egy újabb összecsapáshullám indult a harcoló csoportok között. Ekkor a Jaysh al-Islam elfoglalta a HTS-től és a Rahman Légiótól az Ashari farmokat. Másnap a Jaysh al-Islam megpróbálta biztosítani Ashari környékét, de a Rahman Légió ellentámadása miatt a Jaysh al-Islam kénytelen volt visszavonulni az Ashari farmokról. A kormánypárti média szerint a Jaysh al-Islam gyermekharcosokat vetett be Kelet-Gútában a többiekkel szemben, és legalább kettő, 16 év alatti meghalt a farmoknál folyó harcokban.

## Következmények
Június 6-án a Szíriai Hadsereg elvágta a Jaysh al-Islam Tall Farzat és al-Nashabiyah közötti utánpótlási útvonalát, így tovább nehezítették a helyzetüket. Egy hónappal később a Jaysh al-Islam kihasználja a 2017-es zsobári offenzíva adta lehetőségeket, és így a Faylaq al-Rahman, valamint a Tahrir al-Sham átcsoportosították erőiket, hogy a hadsereggel harcoljanak, és ehelyett a fentebb említett felkelői csoportok helyeit rohanták le Beit Sawa és Al-Ashari városaiban.
2017. július 22-én az Orosz Védelmi Minisztérium bejelentette, hogy Kelet-Gútával kapcsolatban egy fegyvermentesítési terv került aláírásra Kairóban. Ezt megelőzően orosz katonai vezetők és a Jaish al Islam parancsnokai tartottak megbeszélést.
2017. augusztus 7-én belső ellentétet követően a Ahrar al-Sham 120  harcosa Arbinban átállt a Rahman Légió kötelékébe. Az Ahrar al-Sham azzal vádolta a Rahman Légiót, hogy az ellopja a fegyvereit, miközben az ellenkező oldalon azt sérelmezték, hogy ott megpróbálják az ő „sikertelen” észak-szíriai tapasztalataikat Kelet-Gútában felhasználni. A Tahrir al-Sham a jelentések szerint szövetséget kötött az Ahrar al-Sham csapataival a Sham Légió ellen. Augusztus 9-én egy tűzszüneti megállapodás lépett életbe a Rahman Légió és az Ahrar al-Sham között.
Augusztus 16-án az oroszok képviselői és a Failaq al Rahman egyik képviselője egy megállapodást írt alá Genfben, mely szerint a Failaq al Rahman is részt vesz a fegyvermentes övezet létrehozásában, mely augusztus 18-án 21:00 órakor lép életbe.
Az SOHR jelentései szerint Kelet-Gútában a kormány szeptember 27-én ismét megindította a bombázásokat.